# WWE SmackDown
WWE SmackDown je sportovní zábavní televizní program od WWE. Od roku 2024 se vysílá ve Spojených státech na stanici USA Network. Jméno show také odkazuje na SmackDown Live brand, ve kterém jsou zaměstnanci WWE kteří pracují a vystupují na tomto programu.
Od svého založení v roce 1999 se WWE SmackDown vysílal ve čtvrtek večer, ale 9. září 2005 se show přesunula na páteční večery. Původně show debutovala 29. dubna 1999 ve Spojených státech na stanici UPN ale po sloučení UPN a The WB se v roce 2006 SmackDown začal vysílat na The CW. Na této stanici show zůstala dva roky než bylo v říjnu 2008 oznámeno, že se bude vysílat na MyNetworkTV. 1. října 2010 se WWE SmackDown přesunul na stanici Syfy, kde ukončil vysílání v prosince 2015. Od roku 2016, do roku 2019, se WWE SmackDown vysílal na stanici USA Network. Od roku 2019 do roku 2024 se vysílala na stanici FOX a ve španělštině na FOX Deportes. Od roku 2024 se pořad vrátil na stanici USA Network.

## Produkce
WWE natáčí SmackDown v pátek večer žive.
Od roku 2024 SmackDown začíná písní “Neva Play” od Megan Thee Stallion a RM.
Show se začala na začátku 25. ledna 2008 vysílat v HD. Po tomto prvním vysílání v novém rozlišení z loga show zmizel vykřičník, který byl variací od roku 2001-08 s tmavší modrou barvou.

### Speciální epizody
| Epizoda                                    | Datum              | Rating | Poznámky |
| ------------------------------------------ | ------------------ | ------ | --- |
| SmackDown! (Speciální)                     | 29. dubna 1999     | 5.8    | Pilotní epizoda. |
| SmackDown! (Pilotní)                       | 26. srpna 1999     | 4.2    | Seriálový debut. |
| SmackDown! Extreme                         | 1. února 2001      | 4.0    | První epizoda vysílaná živě. |
| 9/11 Tribute                               | 13. září 2001      | 3.6    | Úcta jako památka – 11. září. |
| Christmas from Baghdad                     | 25. prosince 2003  | 3.0    | Vánoce z Bagdádu. |
| SmackDown! 5th Anniversary Special         | 23. září 2004      | 3.2    | Oslava 5. výročí této show. |
| Christmas in Iraq                          | 23. prosince 2004  | 2.9    | Vánoce v Iráku. |
| SmackDown! Night of Champions              | 30. prosince 2004  | 2.9    | Zápasy o tituly. |
| Eddie Guerrero Tribute Show                | 18. listopadu 2005 | 3.1    | Úcta jako památka – Eddie Guerrero. |
| Best of SmackDown! 2005                    | 18. prosince 2005  | 2.2    | Videa z nejlepších zápasů roku 2005. |
| Best of SmackDown! 2006                    | 29. prosince 2005  | 2.4    | Videa z nejlepších zápasů roku 2006. |
| SmackDown! 400th Episode                   | 20. dubna 2007     | 2.2    | Oslava 400. epizody této show. |
| WWE Best of 2007                           | 28. prosince 2007  | 2.5    | Videa z nejlepších zápasů roku 2007. |
| SmackDown All-Star Kick-Off                | 3. října 2008      | 1.9    | Nejvíce šampion vs šampion zápasů, premiéra na MyNetworkTV. |
| SmackDown 500th Episode                    | 20. března 2009    | 2.1    | Oslava 500. epizody této show. |
| Decade of SmackDown                        | 2. října 2009      | 2.2    | Oslava 10. výročí této show. |
| Monday Night SmackDown                     | 19. dubna 2010     | 3.1    | Kvůli přerušení letecké dopravy (erupce Eyjafjallajökull), většina z Raw brandu zůstala v Evropě ve které byli kvůli evropskému turné. V důsledku toho SmackDown brand vystupoval v Raw. Will Forte, Kristen Wiig a Ryan Phillippe byli speciální hosté. |
| SmackDown Live Syfy Premiere               | 1. října 2010      | 1.7    | Premiéra na Syfy. Vystupoval brand SmackDown i Raw. |
| Christmas on USA                           | 21. prosince 2010  | 2.5    | Speciální úterní, živě vysílající Vanoční epizoda na USA Network. |
| SmackDown 600th Episode                    | 18. února 2011     | 2.2    | Oslava 600. epizody této show. |
| SuperSmackDown LIVE!                       | 30. srpna 2011     | 2.2    | První SuperSmackDown LIVE! |
| SmackDown Milestone                        | 14. října 2011     | 2.2    | Speciální epizoda oslavující že SmackDown je druhá nejdéle běžící týdenní TV show. |
| SuperSmackDown LIVE! Holiday Special       | 29. listopadu 2011 | 2.0    | Vánoční epizoda vysílaná živě. WWE Legenda Mick Foley jako speciální host. |
| Sin City SmackDown                         | 20. ledna 2012     | 2.1    | Speciální epizoda natočená v Las Vegas (Nevada). Typy zápasů byly vybírány tím, že určitá osoba zatočila "kolem štěstí". |
| SuperSmackDown LIVE!                       | 21. února 2012     | 1.7    | Živě vysílaná epizoda SmackDown. |
| SuperSmackDown LIVE! "Blast From The Past" | 10. dubna 2012     | 1.5    | Živě vysílaná epizoda SmackDown. Byla na téma Old-school s WWE legendami. |
| SmackDown Live -Draft                      | 19. července 2016  | 2.2    | Odstartování přesunu SmackDownu na úterý a živé vysílání. Rozdělení rosteru do RAW a do SmackDown. |

## Osobnosti

### Šampioni
| Titul                                  | Aktuální šampion   | Datum výhry | Akce            | Předchozí šampion |
| -------------------------------------- | ------------------ | ----------- | --------------- | ----------------- |
| WWE Undisputed Championship            | John Cena          | 20.4.2025   | Wrestlemania 41 | Cody Rhodes       |
| WWE United States Championship         | Jacob Fatu         | 19.4.2025   | Wrestlemania 41 | LA Knight         |
| WWE Tag Team Championship              | The Street Profits | 14.3.2025   | SmackDown       | DIY               |
| WWE Women's Championship               | Tiffany Stratton   | 3.1.2025    | SmackDown       | Nia Jax           |
| WWE Women's United States Championship | Zelina Vega        | 25.4.2025   | SmackDown       | Chelsea Green     |

### Komentátoři
- Michael Cole a Jim Cornette – 29. dubna 1999 (pilotní epizoda)
- Jim Ross a Jerry Lawler – 26. srpna 1999
- Michael Cole a Jerry Lawler – 2. září 1999 – 22. února 2001
- 22. listopadu 2001–28. března 2002
- 23. října 2009
- Michael Cole a Michael Hayes – 26. září 1999
- Michael Cole a Tazz – 22. února 2001 – 28. června 2001
- 2. srpna 2001 – 18. října 2001
- 4. dubna 2002 – 9. června 2006
- Michael Cole a Jim Ross – 5. července 2001 – 2. srpna 2001
- Jim Ross a Paul Heyman – 13. září 2011 (Tribute Show 9/11)
- Michael Cole a Paul Heyman – 25. října 2001 – 15. listopadu 2001
- Michael Cole and Ernest Miller – 28. listopadu 2002
- Michael Cole a John "Bradshaw" Layfield – 16. června 2006 – 21. prosince 2007
- Michael Cole a Jonathan Coachman – 4. ledna 2008 – 25. dubna 2008
- Michael Cole a Mick Foley – 2. května 2008 – 16. června 2008
- Jim Ross a Mick Foley – 23. června 2008 – 1. srpna 2008
- Jim Ross a Tazz – 8. srpna 2008 – 3. dubna 2009
- Jim Ross a Todd Grisham – 10. dubna 2009 – 9. října 2009
- Todd Grisham a Michael Cole – 16. října 2009
- Todd Grisham a Matt Striker – 30. října 2009 – 24. září 2010
- Todd Grisham, Michael Cole a Matt Striker – 1. října 2010 – 3. prosince 2010
- Josh Mathews, Michael Cole a Matt Striker – 10. prosince 2010 – 28. ledna 2011
- Josh Mathews a Michael Cole – 29. listopadu 2011 – 9. prosince 2011
- 6. ledna 2012
- Josh Mathews a Matt Striker – 30. března 2012
- Michael Cole a Booker T – 27. dubna 2012
- Josh Mathews, Michael Cole a Booker T – 4. února 2011
- Mauro Ranallo, JBL & David Otunga – 20. července 2016
- Byron Saxton,Tom Phillips, Corey Graves – 24. září 2019
- Michael Cole a  Corey Graves – 2019 – 2024
- Michael Cole a Pat McAfee – 2021 – 2022
- Michael Cole a Wade Barrett – 2022 – 2023
- Kevin Patrick, Michael Cole, a Corey Graves – 2023
- Corey Graves a Wade Barrett – 2024
- Corey Graves a Michael Cole – 2024 – současnost

### Ringoví hlasatelé
- Tony Chimel – duben 1999 – srpen 2007 (přesunut do ECW)
- Justin Roberts – září 2007 – říjen 2009
- Lilian Garcia – prosinec 2011 – 2016
- Greg Hamilton – červenec 2016 – 2021
- Samantha Irvin – 2022 – 2023
- Alicia Taylor – 2023
- Mike Rome – 2020, 2021, 2021 – 2022, 2023–2024
- Alicia Warrington – 2024 – současnost